# تریپهنا
تریپهنا (به آلمانی: Tryppehna) یک منطقهٔ مسکونی در آلمان است که در موکرن واقع شده‌است.

## خصوصیات
تریپهنا ۱۰٫۶۵ کیلومترمربع مساحت دارد ۶۴ متر بالاتر از سطح دریا واقع شده‌است.